# Cheval Rouge (sculpture)
Pour les articles homonymes, voir Cheval rouge.
Cheval Rouge est une sculpture abstraite réalisée en 1974 par Alexander Calder. 
L’œuvre qualifiée de stabile, est construite en tôle d'acier peint, elle se trouve au National Gallery of Art Sculpture Garden à Washington,,. 